# 苻纂
苻 纂（ふ さん、? - 387年）は、五胡十六国時代前秦の皇族である。弟に苻師奴がいる。

## 生涯
苻堅の時代に尚書令に任じられ、魏昌公に封じられた。
385年6月、前秦の首都の長安は西燕の攻勢により陥落し、苻堅は逃走中に後秦君主姚萇に捕らえられ、同年8月に殺害された。これを受け、晋陽に拠していた苻丕（苻堅の庶長子）は父の後を継いで皇帝に即位した。
苻纂は麾下の勇士3千人余りを引き連れて関中を脱出すると、9月に晋陽へ来奔した。苻丕はこれを迎え入れ、太尉に抜擢して東海王に封じた。だが、苻丕は苻纂の兵が勇壮である事から、密かにその動向を警戒していたという。
386年8月、大司馬に任じられた。
10月、西燕の君主の慕容永が晋陽へ到来すると、苻丕は苻纂と太尉王永（王猛の子）に討伐を命じ、倶石子を前鋒都督とした。苻纂らは襄陵において西燕軍と交戦するも、大敗を喫してしまい、王永・倶石子は戦死した。
苻丕は今回の敗戦に乗じて苻纂が政変を起こし、自分を殺すのではないかと恐れ、騎兵数千を率いて南の東垣へ逃走したが、東晋の揚威将軍馮該より攻撃を受けて戦死した。苻纂は晋陽の兵数万を取り纏めると、弟の永平侯苻師奴と共に率いて杏城へ逃走した。
11月、苻丕の子である勃海王苻懿・済北王苻昶は杏城に留まっていたが、前秦の尚書寇遺は彼らを伴って杏城を脱出すると、南安に拠する苻登の下へ逃れた。これにより苻登は苻丕の戦死を知り、自ら皇帝に即位した。
387年1月、苻纂の下に苻登からの使者が到来し、使持節・侍中・都督中外諸軍事・太師・大司馬に任じ、魯王に進封する旨を告げられた。だが、苻纂は苻丕の子である苻懿を差し置いて、苻登が自ら帝位を継いだ事に不満を抱いており、使者へ向けて「勃海王（苻懿）は先帝の子である。南安王（苻登）はどうしてこれを立てずに自ら立ったのか！」と怒鳴った。だが、苻纂の長史である王旅はこれを諫めて「南安は既に立っており、今更これを改める事は出来ません。未だ寇虜（敵対勢力）は滅せられておらず、宗室同士で仇敵を作るべきではありません」と述べた。その為、苻纂は止む無くこの命を受け入れた。貳県に割拠する盧水胡の彭沛穀、屠各（匈奴の一種族）の董成・張龍世、新平羌の雷悪地らもまたみな苻纂に呼応して前秦に帰順し、その数は10万を超えた。
同月、弟の苻師奴を上郡へ侵攻させて羌族酋長金大黒・金洛生らを攻撃し、5800の首級を挙げた。
4月、前秦の益州刺史楊定と共に後秦領の涇陽を攻め、大勝を挙げた。その後、姚萇自らが救援に到来すると、敷陸まで後退した。
9月、前秦の征虜将軍・馮翊太守蘭櫝は2万の兵を率いて頻陽から和寧まで進出し、苻纂は彼と連携して長安奪還を目論んだ。この時、苻師奴は苻纂へ自ら帝位に即くよう勧めたが、苻纂は聞き入れなかった。すると苻師奴は政変を起こし、苻纂は殺害され、その軍勢は奪われてしまった。苻師奴自ら秦公を称して自立した。